# Малі Ступки
Малі Ступки, Мала Ступка — річка в Україні, у Бахмутському районі Донецької області. Ліва притока Середньої Ступки (басейн Дону).

## Опис
Довжина річки приблизно 5,82 км, найкоротша відстань між витоком і гирлом — 5,39 км, коефіцієнт звивистості річки — 1,08. Річка формується 1 загатою.

## Розташування
Бере початок на західній частині села Григорівка. Спочатку тече переважно на північний схід, потім тече на південний схід і на північно-східній стороні від села Богданівки впадає в річку Середню Ступку, ліву притоку Бахмутки.
Населені пункти вздовж берегової смуги: Калинівка, Оріхово-Василівка, Дубово-Василівка.